# Олд-Таун (Мен)
Олд-Таун (англ. Old Town) — місто (англ. city) в США, в окрузі Пенобскот штату Мен. Населення — 7431 особа (2020).

## Географія
Олд-Таун розташований за координатами 44°57′15″ пн. ш. 68°44′23″ зх. д. / 44.95417° пн. ш. 68.73972° зх. д. (44.954171, -68.739689).  За даними Бюро перепису населення США в 2010 році місто мало площу 112,11 км², з яких 100,63 км² — суходіл та 11,48 км² — водойми.

### Клімат
| Клімат : Олд-Таун     | Клімат : Олд-Таун | Клімат : Олд-Таун | Клімат : Олд-Таун | Клімат : Олд-Таун | Клімат : Олд-Таун | Клімат : Олд-Таун | Клімат : Олд-Таун | Клімат : Олд-Таун | Клімат : Олд-Таун | Клімат : Олд-Таун | Клімат : Олд-Таун | Клімат : Олд-Таун | Клімат : Олд-Таун |
| Показник              | Січ.              | Лют.              | Бер.              | Квіт.             | Трав.             | Черв.             | Лип.              | Серп.             | Вер.              | Жовт.             | Лист.             | Груд.             | Рік               |
| Середній максимум, °C | −1,7              | −0,6              | 5,0               | 11,7              | 18,9              | 23,9              | 26,7              | 25,6              | 20,6              | 14,4              | 7,2               | 0,0               | 12,8              |
| Середній мінімум, °C  | −12,2             | −11,7             | −5,6              | 0,6               | 6,1               | 11,1              | 14,4              | 13,3              | 9,4               | 3,9               | −1,7              | −8,9              | 1,7               |
| Норма опадів, мм      | 81                | 66                | 81                | 86                | 79                | 86                | 79                | 74                | 91                | 97                | 102               | 79                | 1006              |
| --------------------- | ----------------- | ----------------- | ----------------- | ----------------- | ----------------- | ----------------- | ----------------- | ----------------- | ----------------- | ----------------- | ----------------- | ----------------- | ----------------- |
| Джерело: Weatherbase  |                   |                   |                   |                   |                   |                   |                   |                   |                   |                   |                   |                   |                   |

## Демографія
Згідно з переписом 2010 року, у місті мешкало 7840 осіб у 3382 домогосподарствах у складі 1884 родин. Густота населення становила 70 осіб/км².  Було 3665 помешкань (33/км²).
Расовий склад населення:
| - 93,1 % — білих - 1,8 % — азіатів - 1,6 % — корінних американців - 0,9 % — чорних або афроамериканців - 0,1 % — вихідців з тихоокеанських островів |

До двох чи більше рас належало 2,2 %. Частка іспаномовних становила 1,3 % від усіх жителів.
За віковим діапазоном населення розподілялося таким чином: 17,9 % — особи молодші 18 років, 68,3 % — особи у віці 18—64 років, 13,8 % — особи у віці 65 років та старші. Медіана віку мешканця становила 33,0 року. На 100 осіб жіночої статі у місті припадало 93,5 чоловіків;  на 100 жінок у віці від 18 років та старших — 90,5 чоловіків також старших 18 років.
Середній дохід на одне домашнє господарство  становив 48 660 доларів США (медіана — 31 628), а середній дохід на одну сім'ю — 62 732 долари (медіана — 53 250). Медіана доходів становила 37 105 доларів для чоловіків та 40 130 доларів для жінок. За межею бідності перебувало 26,7 % осіб, у тому числі 30,5 % дітей у віці до 18 років та 15,2 % осіб у віці 65 років та старших.
Цивільне працевлаштоване населення становило 3859 осіб. Основні галузі зайнятості: освіта, охорона здоров'я та соціальна допомога — 37,0 %, роздрібна торгівля — 16,0 %, науковці, спеціалісти, менеджери — 7,9 %, виробництво — 7,5 %.